# NHK帯広放送局
NHK帯広放送局（エヌエイチケイおびひろほうそうきょく）は、北海道の十勝管内を放送対象地域とする日本放送協会（NHK）の地域放送局。テレビとラジオで地域放送を行っている。

## 放送局概要
スタジオ
- 第1スタジオ（1階）

※ 二層吹き抜けだが平成以降はスタジオとしては稼働させず2000年代にNHK文化センター帯広教室の開講（現在は閉講）を機に講座にも使用できるよう照明バトンを撤去した板張りのスペースに改修した。
※ 以前はFMなどラジオにも対応できた第2スタジオもあったが、現在はハイビジョンシアタールームに変更されている。
- ニューススタジオ（2階）

- ラジオスタジオ（2階）

道内では主要3大都市に次いで開局した。単独ではエリアがさほど大きくないが、後述の改革で道東の拠点局となっている。
地域報道や放送を通じた地域活性化に積極的に関わっており、1964年（昭和39年）3月22日に発生した芽室大火では、当時情報伝達手段が少なかったこともあり特別報道にあたった。
過去には総合テレビや教育テレビ（Eテレ）で午前から午後の長時間に及ぶ「NHK杯全十勝アイスホッケー大会」や「NHK杯全十勝ミニバレー大会」の実況生放送（2002年）を実施していた。2000年代後半以降大掛かりな中継体制は縮小したものの、「全十勝小中学校選抜スピードスケート大会」の録画放送（総合）や「高校野球十勝地区大会決勝戦」（ラジオ第1）などスポーツ中継をローカル放送で実施している。
そのほか「のど自慢予選会in芽室町」、さらに帯広市で開かれたのど自慢の放送にあわせて、当時の司会で帯広局が初任地だった宮本隆治、前司会者で同じく帯広局勤務経験がある宮川泰夫によるトークショー公開録画放送のほか、十勝が舞台となった連続テレビ小説「なつぞら」に関連した公開イベント「なつぞらファンフェスin十勝」（全道放送・BSプレミアムでは全国放送）では司会進行を帯広局アナウンサーが務めるなどローカル放送の拡充や全道、全国発信を行っている。
2018年12月から「ナットク!とかちCH」を開始。視聴者から寄せられる意見や情報を元にNHKの記者が取材し、帯広局の制作番組やホームページにて結果を報告するなど、帯広地域に密着した取材を強化している。
2019年、十勝毎日新聞社、帯広シティーケーブル、エフエムおびひろと災害時などにおける連携協定を結んだ。

### NHK北海道改革と釧路との立場逆転
「1道1ブロック」という他都府県と異なる環境にあることから北海道のNHKは独自の改革を時間をかけて進めていて、当初小樽・岩見沢両局を札幌放送局の報道室に格下げした1988年（昭和63年）の合理化の際、帯広局を釧路放送局の、北見放送局を旭川放送局の、室蘭放送局を札幌局の、それぞれ支局に格下げして統合するという今日の体制の下地となる案が出されていた。この時は地域の反発が根強く見送られた。
しかし2015年に道内他局共々営業部が廃止され札幌局営業推進部に統合移管され、これに伴い帯広局内には出先機関として「札幌放送局営業推進部北海道東営業センター」が設置された。この時27年前の計画とは逆に釧路ではなく帯広設置となったのは、帯広局が釧路局より早く開局したこと、釧路市の人口が減少に転じ帯広市と逆転していたことに加えて、その4年前に東日本大震災が起きたことや千島海溝を震源とする巨大地震の発生が懸念され、海に近く釧路川の河口付近にある釧路局に比べ、内陸部で標高が高い帯広市にある帯広局の被災リスクが小さいことが決め手になったとみられている。
2022年春改編では道内7局がそれまで担当してきたローカル枠の放送エリアを再編し、関係局の業務と体制の大幅な見直しを進めている。帯広局は釧路局メディア部の一部機能を統合し、「道東」エリア向けの放送時間を拡大、7局体制を維持し地域サービスの強化を掲げる。
NHKでは令和に入ってから、地域放送局を「部制」から「センター制」に再編する改革を進めているが、北海道では前述の事情により遅れた。2023年4月1日付で札幌局は「経営管理センター」と「メディアセンター」の「2センター制」に再編。これに伴い北海道東営業センターは廃止の上一部機能を除き帯広局に再移管される一方で、帯広局では局内の部が全廃された。

## 支局
2015年度のNHK組織見直しにより、報道室等は全て「支局」に統一された。
- 広尾支局（旧広尾報道室。広尾町）

## チャンネル・周波数
- テレビ・ラジオ（FM）送信所：河東郡音更町十勝川温泉（十勝ヶ丘）
- ラジオ（第1・第2）送信所：音更町大通（よつ葉乳業十勝主管工場北西）

### 地上デジタルテレビ放送
地上デジタル放送にもコールサインが付与されたため、帯広送信所は帯広放送局の親局となる。
2007年10月1日より帯広送信所にて本放送開始。帯広送信所の施設は既存の物をそのまま使用している。
帯広送信所
- 総合テレビ（JOOG-DTV）リモコンキーID：3 15ch 1kW
- 教育テレビ（JOOC-DTV）リモコンキーID：2 13ch 1kW

中継局
- 忠類 総合38ch 教育40ch 出力1W 2008年10月1日開局
- 広尾 総合16ch 教育14ch 出力10W 2008年10月1日開局
- 足寄 総合16ch 教育14ch 出力3W 2008年10月10日開局
- 本別 総合51ch 教育49ch 出力1W 2009年2月16日開局
- 新得 総合28ch 教育30ch 出力0.3W 2009年3月16日開局
- 陸別 総合15ch 教育13ch 出力3W 2009年11月25日開局
- 豊頃茂岩 総合38ch 教育40ch 出力0.01W 2010年9月30日開局
- 広尾丸山 総合38ch 教育40ch 出力0.01W 2010年9月30日開局
- 本別沢 総合41ch 教育47ch 出力0.01W 2010年10月29日開局
- 厚内 総合48ch 教育49ch 出力0.01W 2010年12月24日開局

※2010年12月24日の厚内中継局の開局をもって十勝管内のデジタル中継局整備が完了。　

### 地上アナログテレビ放送

#### 総合テレビ（JOOG-TV）
- 帯広 4ch 1kW

中継局
- 新得 52ch 3W　（開局当時は1ch）
- 忠類 52ch 10W
- 広尾 9ch 100W
- 広尾丸山 51ch 0.1W
- 厚内 56ch 0.1W
- 豊頃茂岩 52ch 0.1W
- 足寄 9ch 10W
- 本別 52ch 10W
- 本別沢 42ch 0.1W
- 芽登 51ch 3W
- 陸別 55ch 30W

#### 教育テレビ（JOOC-TV）
- 帯広 12ch 1kW

中継局
- 新得 50ch 3W （開局当時は3ch）
- 忠類 50ch 10W
- 広尾 2ch 100W
- 広尾丸山 49ch 0.1W
- 厚内 50ch 0.1W
- 豊頃茂岩 50ch 0.1W
- 足寄 2ch 10W
- 本別 50ch 10W
- 本別沢 48ch 0.1W
- 芽登 49ch 3W
- 陸別 52ch 30W

### ラジオ第1放送（JOOG）
- 帯広 周波数603kHz 出力5kW
  - （1989年12月14日まで 657kHz[注 2]　出力5kW）

中継局
- 広尾 1584kHz 100W
- 広尾（FM補完） 90.1MHz 100W

### ラジオ第2放送（JOOC）
- 帯広 1125kHz 1kW

### FM放送（JOOG-FM）
- 帯広 87.5MHz 250W

中継局
- 新得 83.5MHz 3W
- 広尾 83.8MHz 100W
- 足寄 89.7MHz 10W
- 本別 83.9MHz 10W
- 陸別 84.4MHz 10W

## 天気カメラ
- 帯広
- 広尾（十勝港）
- 足寄
- 十勝川温泉
- 豊頃町大津（大津港）
- とかち帯広空港

## 主な帯広局制作番組

### 総合テレビ
- ほっとニュースぐるっと道東!（2022年4月 ｰ ）（月 - 木 18:40 - 18:55、金 18:40 - 19:00）釧路局との共同制作。金曜日は番組終了後、再び札幌局制作の『ほっとニュース北海道』には飛び乗らず全国ネットの『NHK NEWS 7』にステブレレスで接続するため、終了時に「制作著作｜NHK 帯広・釧路」表記がされる。月 - 木曜日も番組内容によっては『ほっとニュース北海道』の18:55 - 19:00枠を臨時非ネットとした上で19:00まで延長して放送する場合がある。

### ラジオ第1放送
- 道東のニュース・気象情報（平日 13:55 - 14:00、 14:55 - 15:00、16:55 - 17:00、17:55 - 18:00）2022年4月より釧路局と同時放送。「ほっとニュースぐるっと道東!」開始に伴い同時間帯にラジオ第1・FMで同時放送を行っていた平日 18:57 - 19:00のローカル枠は札幌局からの全道ニュース・交通情報・気象情報に移行した。

## 過去の制作番組
- 話の広場 十勝の空から（放送時期及び時間等不明・ラジオ）2021年に帯広局内の倉庫から1964年（昭和39年）に当該番組が収録されたオープンリールが発掘された。豚の妊娠期間を3択で尋ねる農業ひとくちクイズと題したコーナーがあった。
- 北海道ニュースワイド（ - 1988年3月）（総合 毎日 6:55 - 7:00、7:45 - 7:50）1986年から日曜・祝日は、帯広・釧路・北見からの7時前のニュース・きょうの動き・気象情報が釧路放送局からの道東ニュースになった。
- 北海道モーニングワイド（1988年4月 - 1993年3月）（月 - 金 7:30 - 8:00、土 7:30 - 8:13）NHKモーニングワイド開始と同時に、朝のローカルニュースが札幌放送局からの全道ニュースとなり、7時前、7時台の道内各放送局からのローカル枠が廃止された。
- とかちフレッシュガイド（総合 平日 11:45 - 12:00 ※11:55 - 11:57 全国の気象情報）
- チャンネルくらしおびひろ（総合 平日 11:45 - 12:00 ※11:55 - 11:57 全国の気象情報）
- ほっからんど帯広（総合 平日 11:50 - 12:00 ※11:54 - 11:57 全国の気象情報　番組開始の1991年から2年間、11:57 - は札幌局の気象情報だったが、再度帯広局からの気象情報が復活した）
- ほっからんど十勝（その後「情報とかち」にタイトル変更）（総合 平日 11:50 - 12:00 ※11:54 - 11:57 全国の気象情報）
- つながる@とかちカフェ（2010年4月 - 2018年3月）（平日 11:50 - 12:00 ※11:54 - 11:57 全国の気象情報）
- 帯広夕べのひととき（FM 平日 18:00 - 18:50） 1988年（昭和63年）より「ほっからんど北海道」とタイトルを変え、札幌局からの全道放送になった。
- 帯広FMリクエストアワー（FM 土 15:05 - 18:00）「レッツゴーヤングサタデー」と改題した時期もあった。1991年（平成3年）より札幌局からのリクエストアワーになった。
- ニュースネットほっかいどう（ - 1985年 総合 月 - 金 18:30 - 19:00 土日祝 18:45 - 19:00） ※18:53 - 18:56 全国の気象情報18:56 - 18:57 全道の気象情報18:57 - 19:00 道内各放送局からの気象情報
- きょうの北海道（1985年 - 1988年3月 総合 月 - 金 18:30 - 19:00  土日祝 18:45 - 19:00）※18:53 - 18:56 全国の気象情報 18:56 - 18:57 全道の気象情報 18:57 - 19:00 道内各放送局からの気象情報
- イブニングネットワーク帯広（1988年4月 - 1997年3月 総合 毎日 18:45 - 19:00 ※18:53 - 18:56 全国の気象情報 18:56 - 19:00 道内各放送局から気象情報）
  - 1988年、広尾町にて十勝海洋博覧会が開催された期間、番組エンディングで「十勝海洋博だより」として毎日イベント情報を伝えた。十勝海洋博終了以降は「十勝地方のあすの動き」を番組エンディングとした。
  - 1991年4月から道内各放送局のローカル枠が18:45からの5分間、気象情報も全国の気象情報後3分間（年によっては2分間）にそれぞれ短縮され、番組エンディングは札幌局からに改編された。
  - 1991年4月から室蘭局、北見局、帯広局の土日祝・年末年始のニュース送出は札幌局に切り替えられた。函館局、旭川局、釧路局は各エリアのニュース・気象情報が継続されたが、1993年より土日祝は札幌局からとなり、現在に至る。
- ニュース850（ - 1988年度 総合 毎日 20:50 - 21:00）
  - 「ニュースセンター9時」前も毎日帯広局からニュース・気象情報が放送された。1986年から帯広局・釧路局・北見局各エリアのローカルニュース枠が、釧路局からの道東ニュース・気象情報に統一された。1989年度より、845枠に平日の新番組「きょうの北海道」開始。15分間の札幌局からの全道ニュース、土日祝の5分間も札幌局からとなり、この時間帯の札幌局以外の道内各放送局からのローカル枠が撤廃され、現在に至る。
- まるごと645（総合 月 - 木 18:45 - 19:00）
- 金曜まるごととかち（総合 金曜日 18:30 - 19:00）
- まるごとニュース北海道おびひろ（総合 平日 18:45 - 18:58 ※18:50 - 18:55 全道の気象情報）
- ネットワークニュース北海道とかち（総合 平日 18:45 - 18:50、18:53 - 18:56）
- ほっとニュース北海道とかち（総合 平日 18:50 - 18:55）[注 3]
- 北海道まるごとラジオ～つながるラジオ＠とかち～（ラジオ第1 毎月最終木曜日 17:00 - 18:00）
- 十勝の話題と音楽（ラジオ第1 月1回木 16:05 - 16:55）2021年4月 - 2022年3月
  - 十勝の話題と音楽のテレビ（総合 2022年3月21日）聴取者からの投稿がきっかけで廃止4年前の1983年（昭和58年）に国鉄士幌線を取り上げた「ほっかいどう7:30 鉄路の旅　樹海に消える汽笛」が帯広ローカルでアンコール放送された。
- 釧路根室十勝のすべて（月3回 17:05 - 17:55）2022年4月 - 2023年3月

## アナウンサー・キャスター
2025年4月時点。全員が「ほっとニュースぐるっと道東!」を交替で担当。
| 氏名           | 前任地       | 備考                               |
| アナウンサー   | アナウンサー | アナウンサー                       |
| -------------- | ------------ | ---------------------------------- |
| 高市佳明       | 札幌         | アナウンスグループ統括。2024年異動 |
| 園田遼斗       | 青森         | 2023年異動                         |
| 野原梨沙       | 札幌         | 北海道地域職員。2023年異動         |
| 契約キャスター |              |                                    |
| 金杉未来       |              | 2022年入局                         |
| 中田結子       |              | 2025年入局                         |
| 斉藤未涼       | 初任地       | 釧路駐在。2025年入局               |
| 気象予報士     |              |                                    |
| 鈴木貴大       |              | ウェザーマップ所属                 |

2022年度は釧路局に帯広局在籍のまま派遣する形式をとっていたが、旭川局と北見局がベテランの舛川弥生を引き続き北見に駐在させ一定の成果を挙げたことから、2023年度は江連すみれとトレードで入った堀若菜が釧路駐在となって釧根のニュースや話題を伝えていたが、2025年度は函館局に異動となった堀に代わり斉藤が釧路駐在として釧根のニュースを伝える。